# Le Conclave des ombres
Le Conclave des ombres (titre original : Conclave of Shadows) est une trilogie de fantasy écrite par Raymond Elias Feist. L'histoire se déroule 30 ans après La Guerre des serpents.

## La série
Cette série comprend trois tomes :
1. Serre du faucon argenté, 2008 ((en) Talon of the Silver Hawk, 2002)
2. Le Roi des renards, 2008 ((en) King of Foxes, 2003)
3. Le Retour du banni, 2009 ((en) Exile's Return, 2004)

## Le Conclave des ombres
Le Conclave des ombres est aussi le nom d'un organisme secret fondé par Pug, Miranda et Nakor après la Guerre des serpents. Il vise à contrecarrer les plans du Sans Nom et de ses agents et à protéger le bien, par tous les moyens. Basé sur l'île du Sorcier, Pug, Nakor et Robert d'Lyes en sont les trois membres principaux.